# Pristimantis wagteri
Pristimantis wagteri là một loài động vật lưỡng cư trong họ Strabomantidae, thuộc bộ Anura. Loài này được Venegas mô tả khoa học đầu tiên năm 2007.